# Цок'є Дордже
Цок'є Дордже (тиб. གཙོ་སྐྱེས་རྡོ་རྗེ; 1450— 1510) — регент Тибету в 1491—1499 (фактично до 1510) роках.

## Життєпис
Походив з роду Рінпунпа. Четвертий син Норзана, цонпена Рінпунпи. 1466 року після смерті батька отримав у володіння Харлонг в долині Ярлунг. Про його діяльність протягом наступних 25 роківобмаль відомостей. Ймовірно брав участьу походах брата Кунзана і небожа Донйо Дордже з підкорення регіону Цанг.
1491 року після смерті десі Нґагі Ванпо призначається регентом при малолітньому спадкоємці Нгаван Таші Дракпі. Як прихильник секта Карма Каг'ю негайно заборонив ченцям монастирів Гелуг — Ганден, Дрепунг і Сера — організовувати монлам (фестиваль) в Лхасі, а в подальшомупроводити урочисті церемонії вмісті.
Намагався маневрувати, номінально дотримуючись інтересів Нгаван Таші Дракпи, але непротистоячи своїй родичі. Це 1492 року дозволило Донйо Дордже ще більшепоширити владу на регіон Уй, захопивши 3 округи. 1499 року війська Рінпунпи зайняли Лхасу. Того ж року передав владу Нгаван Таші Дракпі.
Втім залишився радником десі з фактичною владою, домігшись збереження миру в регіоні Уй до своєї смерті у 1510 році. Разом з тим влада роду Рінпунпа в Центральному Тибеті ще більше затвердилася.